# Cautires imitator
Cautires imitator – gatunek chrząszcza z rodziny karmazynkowatych i podrodziny Lycinae.
Gatunek ten opisany został po raz pierwszy w 1930 roku przez Richarda Kleine pod nazwą Bulenides imitator. W 2010 roku Pavla Dudkova i Ladislav Bocák zsynonimizowali Bulenides z rodzajem Cautires. C. imitator umieszczony został w grupie gatunków C. obsoletus.
Chrząszcz o grzbietobrzusznie spłaszczonym i słabo zesklerotyzowanym ciele. Przedplecze jest na przedzie zwężone. Ma podłużny kil środkowy, który w bliższej nasadzie części rozszczepia się na dwa żeberka, odgraniczające komórkę (areolę) środkową. Pokrywy mają po cztery żeberka podłużne pierwszorzędowe i po pięć żeberek podłużnych drugorzędowych. Ponadto między tymi żeberkami występują żeberka poprzeczne, dzieląc również powierzchnię pokryw na komórki (areole). Genitalia samca mają prącie lancetowate, rozszerzone w wierzchołkowej ćwiartce długości, nie mające równoległych boków jak u podobnego C. paralellus.
Owad orientalny. Zamieszkuje Półwysep Malajski.